# Paul Peschke (Gewerkschafter)
Paul Peschke (* 3. Dezember 1890 in Berlin; † 4. Dezember 1983 ebenda) war ein deutscher Kommunist und Widerstandskämpfer gegen das NS-Regime. Er war  erster Vorsitzender der IG Metall und Staatssekretär in der DDR.

## Leben
Peschke, Sohn einer alleinerziehenden Metallarbeiterin, wuchs ab dem ersten Lebensjahr bei Pflegeeltern auf. Nach dem Besuch der Volksschule erlernte er, wie sein Ziehvater Hermann Schulz, den Beruf des Maschinenschlossers und arbeitete später als Werkzeugmacher in der Firma Auer-Osram. Er wurde 1908 Mitglied des Deutschen Metallarbeiter-Verbandes (DMV) und 1912 der SPD. Peschke leistete Militärdienst in der Waffenmeisterschule in Döberitz und ab 1915 Kriegsdienst als Soldat im Ersten Weltkrieg. Er wurde 1917 Mitglied der USPD und war im November 1918 Vorsitzender eines Kompanie-Soldatenrates in Estland. Nach seiner Rückkehr nach Berlin, nahm er dort an den Januarkämpfen 1919 teil. Ende 1920 trat er mit dem linken Flügel der USPD zur KPD über und wurde 1921 KPD-Unterbezirksleiter in Berlin-Prenzlauer Berg. Peschke war längere Zeit erwerbslos, arbeitete 1925/26 wieder als Schlosser bei Siemens. Von 1925 bis 1929 war er Mitglied der Berliner Stadtverordnetenversammlung. Im Jahr 1925 kam es zur Auseinandersetzung mit Ernst Thälmann, als er sich mit der Mehrheit der Berliner Funktionäre der Fischer-Maslow-Richtung, gegen den „Offenen Brief“ der Komintern an die Mitglieder der KPD wandte. Einige Wochen später schwenkte er jedoch zur Linie des ZK über. Ab Oktober 1926 war er hauptamtlicher Parteifunktionär in der Org.-Abteilung des Zentralkomitees (ZK) der KPD. Und von 1927 bis 1930 Mitarbeiter in der Gewerkschaftsabteilung. Im Jahr 1929 wurde er aus dem DMV ausgeschlossen. Bei der Gründung des Einheitsverbandes der Metallarbeiter Berlins (EMVB) Anfang November 1930 wurde er dessen Vorsitzender, im Januar 1933 legte er auf Grund von Druck aus der KPD-Führung diese Funktion nieder. Gleichzeitig war er zwischen 1929 und 1933 Mitglied der RGO-Reichsleitung und zeitweise in einer Führungsposition in deren Industriegruppe Metall.
Auf Beschluss des Sekretariats des ZK der KPD ging Peschke Ende Januar 1933 in die Sowjetunion, wo er zur Arbeit in der Roten Gewerkschaftsinternationale (RGI) delegiert wurde. Im Auftrag der RGI wirkte er in Österreich, Frankreich und in der Schweiz. Dann war er 1936/37 Redakteur bei der Deutschen Volkszeitung in Prag. Als Leiter der KPD-Abschnittsleitung Mitte wurde er 1937 wegen „Passvergehens“ verhaftet und verbrachte fast ein dreiviertel Jahr im Gefängnis in Straßburg. Er konnte 1938 nach Schweden flüchten, war dort 1939/40 in der KPD-Abschnittsleitung Mitte in Stockholm zusammen mit Karl Mewis. Er wurde 1940 auch dort verhaftet und zeitweilig in den Lagern Lokabrun und Långmora interniert, wo auch Herbert Warnke festgehalten wurde. Nach seiner Freilassung arbeitete er ab Sommer 1943 als Werkzeugmacher in Schweden.
Peschke kehrte mit fünfzehn weiteren Genossen illegal im Januar 1946 über Danzig und Warschau nach Berlin zurück. Im Haus des ZK der KPD bekam er von Wilhelm Pieck den Auftrag zur Gewerkschaftsarbeit. Ab dem 1. Februar 1946 gehörte er dem Berliner Vorstand der IG Metall an und war gleichzeitig Vorsitzender des Organisationsausschusses für die IG Metall im FDGB. Im April 1946 wurde er Mitglied der SED. Auf der 1. Zentralen Delegiertenkonferenz der IG Metall der SBZ im Berliner Theater am Schiffbauerdamm im Juni 1946 wurde er zum Vorsitzenden des Zentralvorstandes der IG Metall gewählt. Von 1947 bis 1955 war er Mitglied des FDGB-Bundesvorstandes. Peschke war von 1948 bis 1949 Mitglied des 1. Deutschen Volksrat und gehörte dem Verfassungsausschuss an.

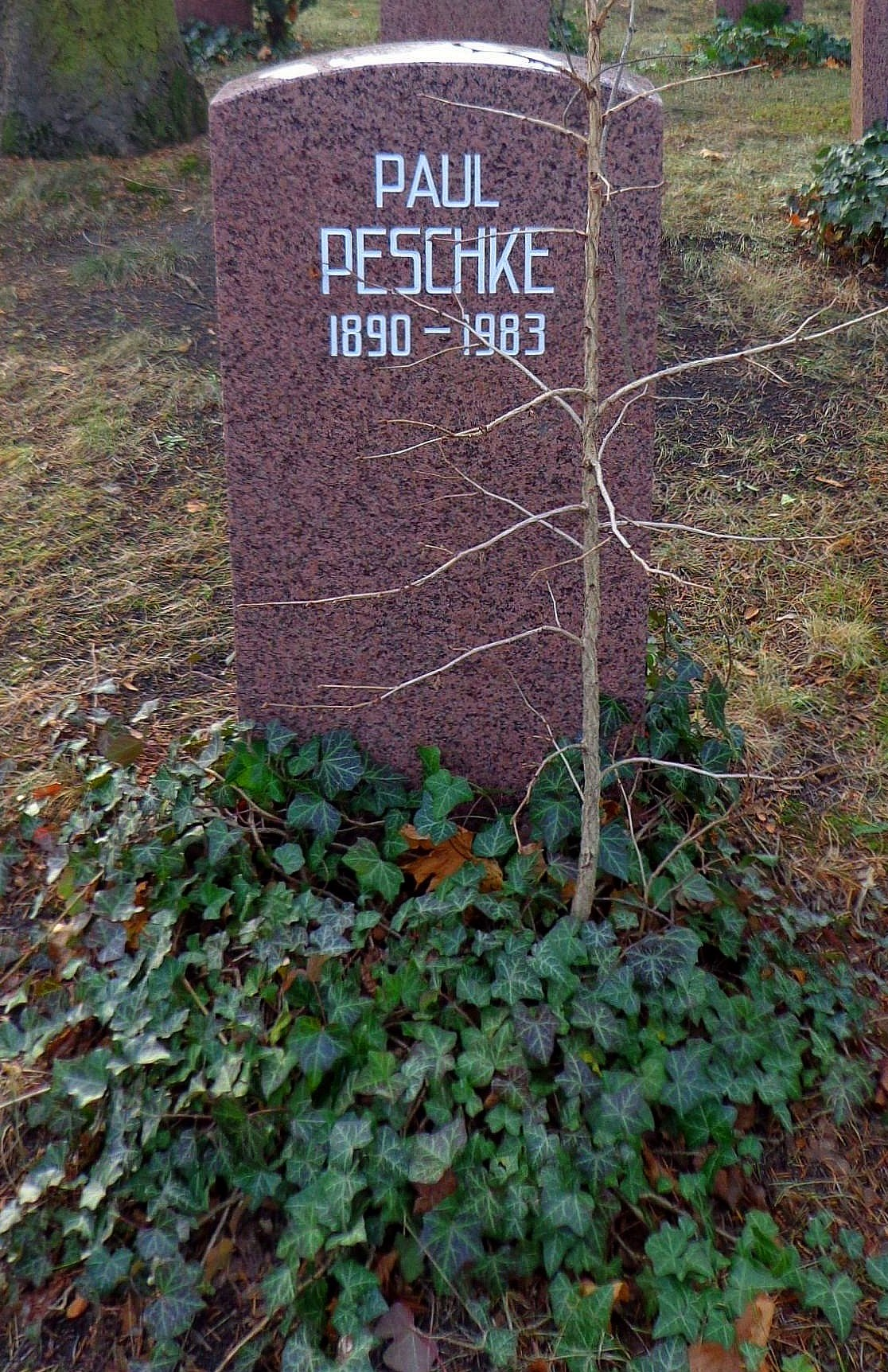
Grabstätte

Bei Bildung der Provisorischen Regierung der DDR wurde er am 14. Oktober 1949 Staatssekretär im Ministerium für Arbeit und Gesundheitswesen und gab den Vorsitz der IG Metall am 22. Oktober 1949 an Fritz Philipp ab. Nach nur einem Jahr wurde er als Staatssekretär von Jenny Matern abgelöst. Vom 5. Juli 1951 bis 1954 fungierte er als Direktor der Zentralverwaltung der Sozialversicherung (Nachfolger von Gustav Brack). Im Sommer 1953 wurde er wegen „unsensiblen Verhaltens gegenüber der Ärzteschaft“ abberufen und war dann 1954/55 Sektorenleiter beim FDGB-Bundesvorstand. Von Januar 1955 bis 1960 war er Leiter der Abteilung für Arbeiterfragen im Ausschuß für deutsche Einheit. Gleichzeitig war er Mitglied der Westkommission des FDGB-Bundesvorstandes und ab 1960 Mitherausgeber der „Sozialistischen Briefe“.
Peschke starb im Alter von 93 Jahren. Seine Urne wurde in der Grabanlage Pergolenweg des Berliner Zentralfriedhofs Friedrichsfelde beigesetzt.

## Auszeichnungen
- Medaille für die Teilnahme an den bewaffneten Kämpfen der deutschen Arbeiterklasse in den Jahren 1918 bis 1923
- 1955 Vaterländischer Verdienstorden in Silber und 1971 in Gold
- 1958 Medaille für Kämpfer gegen den Faschismus 1933 bis 1945
- 1960 Orden Banner der Arbeit
- 1966 Karl-Marx-Orden
- 1972 Fritz-Heckert-Medaille in Gold
- 1975 Ehrenspange zum Vaterlandischen Verdienstorden in Gold